# 모미지 만주

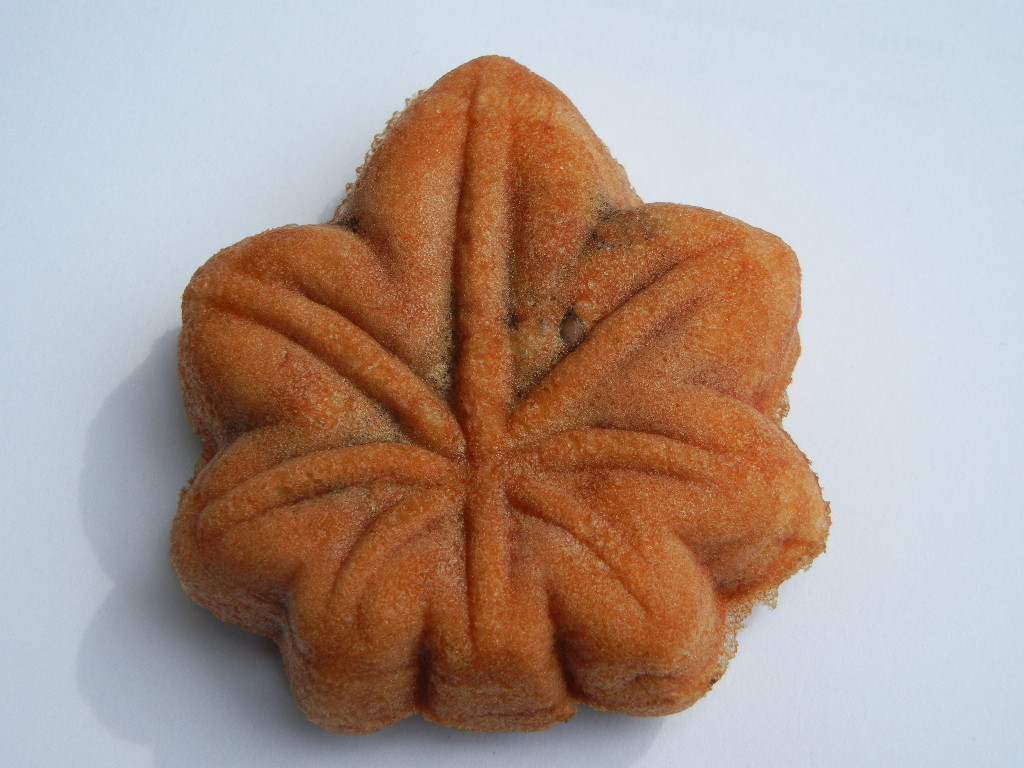
모미지 만주

모미지 만주(일본어: もみじ饅頭)는 만쥬의 일종이다. 단풍잎 모양으로, 히로시마현 이쓰쿠시마섬 (미야지마)의 특산물이다. 현재는 이쓰쿠시마섬 아니라 히로시마현을 대표하는 선물 과자로서 일본 내에서 지명도가 높다.

## 같이 보기
- 미야게가시
- 메이부츠